# Daniel Palau
Antonio Daniel Palau Balanza (Rosario (Argentina), 11 de diciembre de 1896-ibid. 27 de junio de 1978) fue un escultor argentino.

## Biografía
Desde joven se sintió atraído por la escultura. A la edad de 20 años, viajó a España para proseguir con sus estudios y se convierte en discípulo del también escultor argentino Julio Antonio. A su regreso en 1927 fundó una empresa que ha tenido una larga trayectoria. Obtuvo el primer premio del Salón de artistas plásticos de 1926, dejando en segundo lugar a Lucio Fontana.
Cuenta con numerosas obras diseminadas tanto por todo el país como por el extranjero. Una vez establecido, se dedicó al arte funerario, en el que obtuvo fama.
Retrató a muchas personalidades conocidas, entre las que estuvieron San Martín, Perón, Alberdi, Yrigoyen, Mitre, Sarmiento, Avellaneda, Pellegrini y Eva Perón, Güemes. Creador de la Galería de próceres argentinos. Un busto del general Perón fue adquirido por la Secretaría de la presidencia y donado luego por el presidente Menem a Bolivia en 1996. Su Galería (LEY 11.723) cuenta con más de 60 personalidades del quehacer nacional argentino.